# Масферрер, Альберто
Висе́нте Альбе́рто Масферре́р-Мо́нико (исп. Vicente Alberto Masferrer Mónico; 24 июля 1868, Алегрия, Сальвадор — 4 сентября 1932, Сан-Сальвадор, Сальвадор) — сальвадорский философ, педагог, писатель, поэт, журналист, дипломат и политик.

## Биография
Альберто Масферрер родился 24 июля 1868 года в деревне на востоке Сальвадора, где жили племена пипил и ленка. Получил формальное начальное образование, и далее занимался самообразованием, в чём ему помогала страсть к чтению.
В 1890 году он был принят на место секретаря Национального института. В 1892 году его назначили редактором и директором сальвадорского «Официального журнала» (исп. Diario Oficial). Находился на дипломатической службе с начала XX века. Служил консулом Сальвадора в Аргентине (1901), Чили (1902), Коста-Рике (1907) и Бельгии (1910). В 1912 году работал в Международном Суде. Служил архивариусом Счётной палаты.
В 1916 году стал советником Министерства образования. Преподавал в Гватемале, Сальвадоре, Гондурасе, Коста-Рике, Чили и Аргентине. Поэтесса Клаудия Ларс назвала его «учителем и просветителем народа». Занимался литературной деятельностью. Некоторые свои философские сочинения Альберто Масферрер печатал под псевдонимом «Лютрин».
На протяжении всей жизни страдал от различных болезней: пневмонии, серии серьезных сердечно-сосудистых заболеваний, из-за которых он часто оказывался прикованным к инвалидной коляске.
В 1928—1930 годах основал и возглавил газету «Отечество» (исп. Patria), со страниц которой критиковал социальное неравенство и выступал за справедливость для всего населения республики, подавляющая часть которого жила в бедности. Сотрудничал с местными и зарубежными периодическими изданиями. Выступал за права каждого человека на труд и достойную жизнь. В 1930 году возглавил президентскую кампанию, в ходе которой президентом стал инженер Артуро Араухо. Также поддержал участие на выборах в парламент писательницы Пруденсии Аялы. В том же году он был избран депутатом национального собрания, но ушёл в оппозицию президенту, который изменил предвыборной программе.
После военного переворота, в результате которого главой государства стал генерал Максимилиано Эрнандес-Мартинес, Альберто Масферрер пытался предотвратить насилие. Но спустя месяц после переворота началось крестьянское восстание 1932 года, в ходе которого были уничтожены тысячи представителей коренных народов Сальвадора. Сам Альберто Масферрер был приговорён к ссылке в Гондурас, но умер от сердечного приступа, находясь под арестом в Сан-Сальвадоре.
Имя Альберто Масферрера в Сальвадоре носят несколько школ, университетов, площадей. Ему также установлено несколько памятников в стране. Исследователи сальвадорской литературы признают оказанное им сильное влияние на поколения национальных писателей. Законодательном указом от 30 августа в 1949 года могила Альберто Масферрера получила статус национального памятника Сальвадора.

## Сочинения
- Масферрер около 1915 года«Страницы» (исп. Páginas, 1893)
- «Деткость» (исп. Niñerías, 1900)

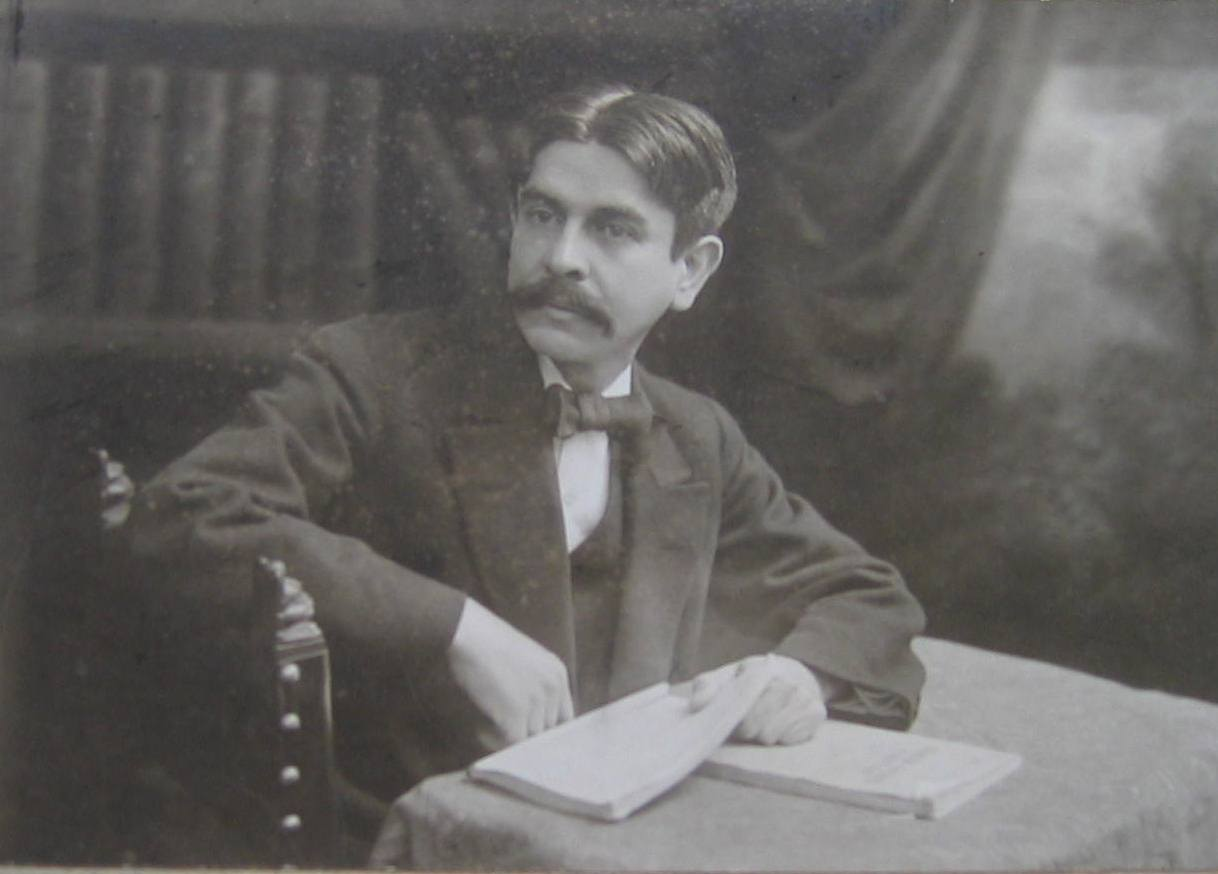
Масферрер около 1915 года

- «Что мы должны знать?» (исп. ¿Qué debemos saber?, 1913)
- «Чтение и писательство» (исп. Leer y escribir, 1915)
- «Жизнь в кино» (исп. Una vida en el cine, 1922)
- «Очерк о значении» (исп. Ensayo sobre el destino, 1925)
- «Семь струн лиры» (исп. Las siete cuerdas de la lira, 1926)
- «Проклятые деньги» (исп. El dinero maldito, 1927)
- «Гелиос» (исп. Helios, 1928)
- «Универсальная религия» (исп. La religión universal, 1928)
- «Жизненный минимум» (исп. El minimum vital, 1929)
- «Исследования и фигурации из жизни Иисуса» (исп. Estudios y figuraciones de la vida de Jesús, 1930)
- «Голый куст» (исп. El rosal deshojado, 1935) — посмертно
- «Избранная проза» (исп. Prosas escogidas, 1968) — посмертно